# Saint-Loup-Cammas
Saint-Loup-Cammas település Franciaországban, Haute-Garonne megyében. Lakosainak száma 2343 fő (2022. január 1.). Saint-Loup-Cammas Montberon, Castelginest, Lapeyrouse-Fossat, Launaguet, Pechbonnieu és Saint-Geniès-Bellevue községekkel határos.

## Népesség
A település népessége az elmúlt években az alábbi módon változott:
| Lakosok száma | 285  | 783  | 1319 | 1909 | 1865 | 2084 | 2164 | 2221 | 2315 | 2343 |
|               | 1968 | 1982 | 1990 | 2006 | 2013 | 2015 | 2017 | 2019 | 2020 | 2022 |